# Юридический факультет Санкт-Петербургского государственного университета
Юридический факультет Санкт-Петербургского государственного университета — одна из старейших и ведущих в России правовых школ, а также один из крупнейших научно-исследовательских центров Российской Федерации. Декан факультета — Сергей Белов.
Факультет занимает здание на 22-й линии Васильевского острова, а также несколько малых корпусов — на 23-й линии и Большом проспекте Васильевского острова. В здании на 22-й линии Васильевского острова располагается Отраслевой отдел Научной библиотеки имени М. Горького СПбГУ, которая является хранителем одного из лучших специализированных фондов страны.

## История
Идея создания юридического факультета Санкт-Петербургского университета принадлежит Петру I. В январе 1724 года император издал Указ об учреждении в Санкт-Петербурге Академии наук и университета — «собрания ученых людей, которые наукам высоким, яко Теологии и Юриспруденции (Прав искусству), Медицины и Философии, сиречь до какого состояния оные ныне дошли, младых людей обучают».
В 1760 году по рекомендации и настоянию ректора М. В. Ломоносова профессором права в университете стал академик Г. Ф. Федорович.
Юридический факультет по числу обучавшихся на нем студентов был крупнейшим в Петербургском университете. В восстановленном в 1819 году по указу Александра I университете из 24 студентов 13 были юристами, а на 1 января 1894 года в университете числилось 2675 студентов, из них половина, 1335 человек — на юридическом факультете. Поскольку научная школа факультета считала недопустимой узурпацию принадлежащего всему народу полицейского права какой бы то ни было группой, в том числе профессиональной полицейской силой и политической партией (в связи с чем в соответствии с идеями этой школы в 1917 году полиция была переименована в милицию), а Советская власть на практике придерживалась противоположных позиций, на факультет обрушились репрессии, и в 1930—1944 годах в составе Ленинградского университета не было юридического факультета. Его восстановили сразу же после снятия вражеской блокады.
В XIX—XX веках в историю факультета вошли имена таких столпов юридической науки и практики, как первый ректор восстановленного университета М. А. Балугьянский, учитель А. С. Пушкина А. П. Куницын, В. Г. Кукольник, П. Д. Лодий, К. А. Неволин (декан с 1847 года), И. Е. Андреевский (декан и ректор университета), А. Ф. Кони, академик М. М. Ковалевский, академик М. А. Дьяконов, святой Ю. П. Новицкий, А.Д. Градовский, Н. С. Таганцев, академик А. В. Венедиктов (декан Юридического факультета с 1944 по 1946 год), К. Д. Кавелин, П.Д. Калмыков, И. И. Кауфман, Н. М. Коркунов, Ф. Ф. Мартенс, О. С. Иоффе, Л. И. Петражицкий, М. Г. Плисов, П. Г. Редкин, Н. Н. Розин, В. И. Сергеевич, В. Д. Спасович, И. Я. Фойницкий, А. П. Чебышёв-Дмитриев, М.Д. Шаргородский, С. В. Юшков и др.
Выпускниками факультета были: Д. Д. Гримм, В. Ф. Гельбке, Н. А. Добровольский, И. М. Зданевич, В. Л. Геловани, А. Р. Кугель, И. М. Кулишер, А. И. Люблинский, П. Н. Переверзев, П. А. Сорокин.
Студентами факультета были выдающиеся деятели культуры: И. Г. Чавчавадзе, К. А. Тимирязев, А. А. Блок, Н. С. Гумилёв, Л. Н. Андреев, М. М. Зощенко, Я. Райнис, М. А. Врубель, С. П. Дягилев, Н. К. Рерих, И. Ф. Стравинский и другие.
Факультет окончили два премьер-министра России: А. Ф. Керенский, Б. В. Штюрмер, его студентом был другой премьер В. Н. Коковцов, сдал государственные экзамены и получил аттестат факультета председатель СНК В. И. Ульянов (Ленин), факультет также окончили президенты России В. В. Путин и Д. А. Медведев.

## Деканы
Дореволюционный период
- М. А. Балугьянский (1819)
- П. Д. Лодий (1819—1825)
- М. А. Пальмин (1825—1827)
- В. В. Шнейдер (1827—1832)
- Н. И. Бутырский (1832—1835)
- Е. В. Врангель (1835—1838)
- И. И. Ивановский (1838—1844, 1863—1871)
- А. И. Кранихфельд (1844—1847)
- К. А. Неволин (1847—1856)
- П. Д. Калмыков (1856—1860)
- С. М. Усов (1859)
- И. Я. Горлов (1860—1863)
- С. В. Пахман (1873—1876)
- Ю. Э. Янсон (1876—1882, 1884—1887)
- Н. Л. Дювернуа (1882—1884)
- Н. Д. Сергеевский (1887—1888)
- В. И. Сергеевич (1888—1897)
- И. Я. Фойницкий (1897—1899)
- В. А. Лебедев (1899—1901)
- Д. Д. Гримм (1901—1904, 1906—1910)
- И. А. Ивановский (1904—1905, 1918)
- Л. И. Петражицкий (1905—1906)
- И. А. Покровский (1910—1912)
- Н. Н. Розин (1911—1912, 1916—1917)
- А. Х. Гольмстен (1912)
- В. А. Удинцев (1913—1916)

1920-е годы
- д. и. н. М. В. Серебряков — декан факультета общественных наук (1923—1925) и факультета советского права (1925—1930)

С 1944 года
- акад. А. В. Венедиктов (1944—1949)
- С. И. Игнатов (1949—1954)
- д. ю. н. Б. Б. Черепахин (1954—1957)
- д. ю. н. Г. И. Петров (1957—1961)
- д. ю. н. А. И. Королев (1961—1963, 1982—1993)
- д. ю. н. С. А. Малинин (1963—1964)
- д. ю. н. Н. С. Алексеев (1964—1977)
- д. ю. н. В. З. Лукашевич (1977—1982)
- д. ю. н. В. С. Прохоров (1993—1998)
- член-корр. РАН Н. М. Кропачев (1998—2010)
- д. ю. н. Н. А. Шевелёва (2010—2014)
- к. ю. н. С. А. Белов (с 2015)

## Образовательный процесс
Факультет реализует многоступенчатую систему обучения:
- первая ступень — подготовка бакалавров;
- вторая ступень — подготовка магистров по выбранной магистерской программе;
- третья ступень — подготовка аспирантов.

Для абитуриентов, которые хотят получить второе высшее, в СПбГУ реализуется программа бакалавриата по юриспруденции для лиц с высшим образованием.
Студенты образовательной программы по направлению юриспруденция получают комплексные теоретические знания по всем отраслям права, а также смежным дисциплинам: экономики, политологии, социологии, истории и др. Кроме того, выпускники получают практические навыки для дальнейшей работы в законодательной и правоохранительной сферах, адвокатуре, в органах государственной власти и юридических компаниях.
Основные дисциплины: Административное право, Конституционное право, Гражданское право, Уголовное право, Трудовое право, Экологическое право, Правоохранительные органы, Финансовое право, Криминология, Гражданское процессуальное право, Налоговое право, Международное право, Коммерческое право, Земельное право.
Образовательный процесс обеспечивают порядка 130 преподавателей факультета. Из них более 30 — профессора, около 70 — доценты, ещё 30 — старшие преподаватели и ассистенты.
Работает аспирантура и докторантура. Обучение ведётся на бюджетной и договорной (платной) основе.
Также в СПбГУ реализуются образовательные программы дополнительного образования — повышения квалификации и переподготовки.

## Известные персоналии факультета
- Александров Павел Александрович — выдающийся юрист Российской империи;
- Иван Ефимович Андреевский — ректор СПбГУ, директор Археологического института;
- Александр Иванович Бастрыкин — Председатель Следственного комитета РФ;
- Александр Александрович Блок — русский поэт;
- Анатолий Васильевич Венедиктов — правовед, д.ю.н., к.э.н., декан юридического факультета СПбГУ;
- Александр Павлович Вершинин — директор Российской национальной библиотеки;
- Гедримович, Пётр Александрович (1851—1888) — российский юрист и педагог, профессор Императорского Александровского лицея;
- Денисова Л. Л. — уполномоченный Верховной Рады Украины по правам человека;
- Дмитро Донцов — идеолог;
- Антон Александрович Иванов — председатель Высшего Арбитражного Суда Российской Федерации (с 2005 года);
- Олимпиад Соломонович Иоффе — юрист и правовед;
- Александр Фёдорович Керенский — российский политический и общественный деятель;
- Дмитрий Николаевич Козак — общественный и политический деятель Российской Федерации;
- Николай Дмитриевич Кондратьев — русский экономист;
- Николай Михайлович Кропачев — декан юрфака СПбГУ с 1998 по 2010 год, с 2008 года — ректор СПБГУ;
- Дмитрий Владимирович Кузьмин-Караваев — русский философ, католический священник византийского обряда.
- Владимир Ильич Ульянов (Ленин) — основатель Советского государства;
- Фёдор Фёдорович Мартенс — правовед и дипломат, член Совета Министерства иностранных дел России (с 1881 года);
- Дмитрий Анатольевич Медведев — третий Президент России, премьер-министр России;
- Виталий Леонтьевич Мутко — российский общественный и политический деятель, президент Российского футбольного союза (2005—2009), член Совета Федерации (2003—2008);
- Владимир Владимирович Путин — второй и четвёртый Президент России, премьер-министр России;
- Николай Константинович Рерих — русский художник, культуролог, академик Академии художеств;
- Анатолий Эдуардович Сердюков — государственный деятель, экс- министр обороны, управленец и предприниматель;
- Анатолий Александрович Собчак — российский политический деятель времён «перестройки», первый мэр Санкт-Петербурга;
- Питирим Александрович Сорокин — социолог, философ, правовед;
- Владимир Данилович Спасович — русский юрист-правовед, выдающийся адвокат, оратор;
- Николай Степанович Таганцев — русский юрист, криминалист, государственный деятель;
- Александр Яковлевич Таиров — советский и российский театральный актёр и режиссёр;
- Михаил Александрович Таубе — барон, юрист, историк, деятель Русского Зарубежья;
- Холевиньский, Владислав Иванович — профессор гражданского права в Варшавском университете;
- Дмитрий Анатольевич Шестаков — доктор юридических наук, профессор, заслуженный деятель науки РФ;
- Валентина Фёдоровна Яковлева — доктор юридических наук, профессор.
- Константин Анатольевич Чуйченко — министр юстиции Российской Федерации

### Судьи Конституционного Суда Российской Федерации
- Константин Викторович Арановский
- Александр Ильич Бойцов
- Людмила Михайловна Жаркова
- Сергей Михайлович Казанцев
- Сергей Дмитриевич Князев
- Сергей Петрович Маврин
- Владимир Григорьевич Ярославцев

## Специальный факультет СПбГУ по переподготовке кадров по юридическим наукам
В 1991 году состоялось общее собрание трудового коллектива юридического факультета ЛГУ (СПбГУ). На общем собрании в соответствии с Законом СССР «О трудовых коллективах и повышении их роли в управлении предприятиями, организациями и учреждениями» был избран Совет трудового коллектива юридического факультета в составе 5 человек. Председателем Совета был избран доктор юридических наук, профессор, лауреат Государственной премии СССР, заведующий кафедрой трудового права Алексей Степанович Пашков. Избранному в состав Совета кандидату юридических наук, ассистенту Николаю Михайловичу Кропачеву общим собранием трудового коллектива было поручено «организовать в составе СПбГУ структурное подразделение, которое могло бы в рамках общих университетских правил осуществлять дополнительные образовательные программы в области юриспруденции, а также оказывать юридические услуги населению».
В 1992 году на базе юридического факультета ЛГУ (СПбГУ) для желающих получить второе высшее образование Приказом ректора № 42/1 (от 27 февраля 1992 года) был создан факультет по переподготовке кадров по юридическим наукам. Факультет «второго высшего» был первым отраслевым специальным факультетом Университета. Приказом ректора СПбГУ деканом специального факультета по представлению декана юридического был назначен к.ю.н., ассистент Николай Кропачев (с октября 2006 года — первый проректор, а с 2008 года — ректор СПбГУ).
В этом же году на специальный факультет поступил заказ от городского Законодательного собрания на обучение 100 депутатов. Предложил обучать депутатов праву профессор Анатолий Собчак, бывший тогда мэром Санкт-Петербурга. Правда окончили программу только 60 студентов. «Требования к студентам у нас высокие, без скидок на ранги и звания.», — рассказывал декан факультета Николай Кропачев в интервью «Комсомольской правде», опубликованном 23 апреля 1999 года.
Выпускниками специального факультета стали, например, политик Сергей Миронов; политический и государственный деятель Игорь Артемьев; депутаты Законодательного собрания Санкт-Петербурга Юрий Гладков, Ирина Иванова), Павел Назаров, Сергей Никешин; депутаты Государственной думы РФ: Владимир Литвинов, Ирина Соколова; председатель Заксобрания Вадим Тюльпанов, председатель Правления Ассоциации медицинского права Санкт-Петербурга Игорь Акулин.
Эстонский филиал
Нарвский городской Совет народных депутатов обратился к Санкт-Петербургскому государственному университету с просьбой об открытии в городе Нарва (Эстония) филиала специального факультета СПбГУ по переподготовке кадров по юридическим наукам. Филиал был открыт в 1993 году.